# De Vier van Westwijk
De Vier van Westwijk is een serie kinderboeken van de Nederlandse schrijfster Manon Spierenburg, met illustraties van Elly Hees.
De vier hoofdpersonages zijn Tessa, haar broer Jack, Chris en Chris' hond Koesja.

## Boeken
- De verborgen buit (2008)
- De verdwijning van Bo Monti (2009)
- De sporen van de Klauw (2009)
- De laptop van professor Steen (2010)
- De heksen van Westwijk (2011)
- De bollenbende (2013)

## Televisieserie
Op 13 oktober 2012 begint de AVRO met een jeugdserie "De Vier van Westwijk". De serie is gebaseerd op het tweede boek "De verdwijning van Bo Monti". De hoofdrollen worden gespeeld door Tygo Gernandt en Ferry Doedens. De kinderrollen worden gespeeld door Floor Blommestijn, Fleur van der Zon en Stefan Perrier. De opnames voor de serie worden gemaakt in Noordwijk aan Zee.